# Macrocneme yepezi
Macrocneme yepezi är en fjärilsart som beskrevs av Forster 1949. Macrocneme yepezi ingår i släktet Macrocneme och familjen björnspinnare. Inga underarter finns listade i Catalogue of Life.